# 11657 Antonhajduk
11657 Antonhajduk (1997 EN7) là một tiểu hành tinh vành đai chính được phát hiện ngày 5 tháng 3 năm 1997 bởi A. Galad và A. Pravda ở Modra.